# Михайлов, Роман Владимирович
Михайлов Роман Владимирович (род. 30 января 1984, Днепропетровск) — украинский дзюдоист, средней весовой категории. Выступал за сборную Украины с 2014 года. Чемпион Европы 2015, 2016 г. Балатонфюред. Вице чемпион мира 2016. Многократный чемпион Украины. Победитель многих турниров национального и международного значения. Мастер спорта Украины.

## Биография
Михайлов Роман родился 30 января 1984 года в городе Днепропетровск, Украина. Активно заниматься дзюдо начал с раннего детства.
В 2001 году дебютировал на чемпионате Украины среди молодежи, где занял третье место.
В 2006 году удостоился званием серебряного призера чемпионата Украины, среди спортсменов до 23 лет. В том же году стал бронзовым призером чемпионата Украины.
Благодаря удачному выступлению удостоился права представлять свою страну и попал в резервный состав сборной Украины по дзюдо. За выдающиеся спортивные достижения был удостоен почетным званием «Мастер спорта Украины».
В 2011 году занял первое место в командном чемпионате Украины в составе сборной Днепропетровской области.
В 2014 году дебютировал на международной арене среди спортсменов старше тридцати лет. Чемпион Европы 2015 года в г. Балатонфюред, Венгрия, чемпион Европы 2016 года г. Пореч, Хорватия, Вице чемпион мира 2016 год, г. Форт-Лодердейл, США. Призер чемпионата Европы 2017 год г. Загреб, Хорватия, чемпион открытого чемпионата Америки 2021 год, г. Орландо, США.